# Линен (Минстер)
Линен (њем. Lienen) општина је у њемачкој савезној држави Северна Рајна-Вестфалија. Једно је од 24 општинска средишта округа Штајнфурт. Према процјени из 2010. у општини је живјело 8.657 становника. Посједује регионалну шифру (AGS) 5566044, NUTS (DEA37) и LOCODE (DE LIE) код.

## Географски и демографски подаци
Линен се налази у савезној држави Северна Рајна-Вестфалија у округу Штајнфурт. Општина се налази на надморској висини од 82 метра. Површина општине износи 73,3 km². У самом мјесту је, према процјени из 2010. године, живјело 8.657 становника. Просјечна густина становништва износи 118 становника/km².

## Међународна сарадња
| Мјесто | Држава    | Врста сарадње | Од    |
| ------ | --------- | ------------- | ----- |
| Келме  | Литванија | партнерство   | 2007. |
|        | САД       | партнерство   | 1996. |
| Пекела | Холандија | контакт       | 2000. |
| Извор  |           |               |       |